# Victor Cobăsneanu
Victor Cobăsneanu (n. 9 decembrie 1960, Cuizăuca, raionul Rezina, RSS Moldovenească, URSS) este un jurnalist din Soroca, Republica Moldova. Este redactor-șef al ziarului Observatorul de Nord din Soroca începând cu 1988.

## Biografie
Victor Cobăsneanu a absolvit Universitatea Pedagogică de Stat Ion Creangă în 1986 și a lucrat drept corespondent la Moldpres și „Nezavisimaia Moldova”, cât și consilier al prefectului de Soroca. Este membru al Uniunii Jurnaliștilor din Moldova.

## Distincții
- „Cel mai bun reporter în cadrul Asociației Presei Independente”[1]
- Laureat al premiului internațional „Cupa de aur pentru bussines prestigios”, decernat de ziarul „Actualidad”, Spania[2]